# Ch'ŏngch'ŏn
Il Ch'ŏngch'ŏn (청천강?, 淸川江?, Ch'ŏngch'ŏn'gangLR) è un fiume della parte centrale della Corea del Nord. Nasce sui monti Chŏgyu circa 120 km a nord-ovest della città di Hamhŭng. Il Ch'ŏngch'ŏn scorre generalmente in direzione sud-ovest per circa 200 km, attraversando le città di Hŭich’ŏn, Kujang e Anju in un'area ricca di pianure utilizzate a scopo agricolo; sfocia nel golfo di Corea circa 24 km a ovest di Sinanju.